# Xkcd
xkcd с подзаглавие „Уебкомикс за романтика, сарказъм, математика и лингвистика“ е уебкомикс, създаден през 2005 година от американския карикатурист Рандъл Мънроу (Randall Munroe). Авторът заявява, че заглавието xkcd не е акроним, а „просто една дума без фонетично произношение“.

## Тематика
В тематиката на комикса се включват разнообразни послания: от прозрения за живота и любовта до шеги, за които често е необходимо тясно специализирано математическо, информатично или научно познание. Някои от комиксите съдържат препратки към явления от поп-културата или съдържат игри на думи.
Въпреки че xkcd не следва определени последователни сюжетни линии, в голяма част от комиксите присъстват постоянен състав от герои, изобразени в стилизиран вид. Понякога комиксите съдържат пейзажи, сложни диаграми, графи, математически формули, фрактали, електрически вериги, както и изображения в стил, наподобяващ стила на други карикатуристи.
Нееднократно в комиксите си Мънроу прави препратки към статии в Уикипедия или към Уикипедия като цяло. Такава препратка например е направена с комикса от 12 май 2010 г. с факсимиле на изфабрикувана статия в Уикипедия за „маламанто“ (измислена от Мънроу дума, съчетание от „малапропизъм“ и „портманто“), с която той се шегува със стила на писане в Уикипедия.

## Авторски права и оформление
Уебкомиксът xkcd е достъпен под авторскоправния лиценз Криейтив Комънс CC-BY-NC 2.5. Мънроу прелицензира някои от комиксите си по съвместим с лиценза на Уикипедия начин.
Мънроу добавя нови комикси три пъти седмично: в понеделник, сряда и петък, но при определени поводи това се е случвало и всеки делничен ден.
Посредством атрибута title в HTML, за всеки комикс е дефинирано „балонче“ (tooltip) с текст, който обикновено съдържа анотация или вторична поанта за комикса на деня.
От юли 2012, е обособен един раздел от сайта, xkcd What-If, в който по веселяшки, но научно обоснован начин се дават отговори на нетрадиционни читателски въпроси, свързани с науката. Материалите в What If? са представени във формат на научна статия, вместо във вид на комикс.

## Преводи
Комикси от xkcd са превеждани на голям брой други езици. Група читатели са превели първите 729 комикса на френски, почти половината са преведени на руски. Има преводи на испански, немски, финландски, чешки, португалски, есперанто, идиш, както и на логическия език „Ложбан“.

## Награди
През 2014 г. е удостоен с награда Хюго за комикса „Time“